# Reactor ràpid refrigerat per gas

Esquema de reactor ràpid refrigerat per gas

El sistema de reactor ràpid refrigerat per gas (GFR) és un disseny de reactor nuclear que es troba actualment en desenvolupament. Classificat com a reactor de quarta generació, presenta un espectre de neutrons ràpids i un cicle de combustible tancat per a una conversió eficient de l'urani fèrtil i la gestió dels actínids. El disseny del reactor de referència és un sistema refrigerat per heli que funciona amb una temperatura de sortida de 850 °C (1,560 °F) utilitzant una turbina de gas Brayton directa de cicle tancat per a una alta eficiència tèrmica. S'estan considerant diverses formes de combustible pel seu potencial per funcionar a temperatures molt elevades i per assegurar una excel·lent retenció dels productes de fissió: combustible ceràmic compost, partícules de combustible avançades o elements revestits de ceràmica de compostos d'actínid. S'estan considerant configuracions del nucli basades en conjunts de combustible basats en pins o plaques o blocs prismàtics, que permeten una millor circulació del refrigerant que els conjunts de combustible tradicionals.
Els reactors estan destinats a ser utilitzats en centrals nuclears per produir electricitat, alhora que produeixen (crea) nou combustible nuclear.

## Disseny del reactor
Els reactors ràpids van ser dissenyats originalment per ser principalment reactors reproductors. Això va ser a causa de l'opinió en el moment de la seva concepció que hi havia una escassetat imminent de combustible d'urani per als reactors existents. L'augment previst del preu de l'urani no es va materialitzar, però si la demanda d'urani augmenta en el futur, pot haver-hi un renovat interès pels reactors ràpids.
El disseny de la base GFR és un reactor ràpid, però d'altres maneres semblant a un reactor refrigerat per gas a alta temperatura. Es diferencia del disseny HTGR en què el nucli té un contingut de combustible fissible més alt, així com un component de reproducció fèrtil i no fisible. No hi ha moderador de neutrons, ja que la reacció en cadena es manté per neutrons ràpids. A causa del major contingut de combustible fissil, el disseny té una densitat de potència més alta que l'HTGR.

## Combustible
En el disseny d'un reactor GFR, la unitat funciona amb neutrons ràpids; no es necessita cap moderador per frenar els neutrons. Això vol dir que, a part del combustible nuclear com l'urani, es poden utilitzar altres combustibles. El més comú és el tori, que absorbeix un neutró ràpid i es desintegra en urani 233. Això significa que els dissenys de GFR tenen propietats reproductives: poden utilitzar combustible que no sigui adequat en dissenys de reactors d'aigua lleugera i generar combustible. A causa d'aquestes propietats, un cop aplicada la càrrega inicial de combustible al reactor, la unitat pot passar anys sense necessitat de combustible. Si aquests reactors s'utilitzen per a la reproducció, és econòmic eliminar el combustible i separar el combustible generat per a un ús futur.

## Refrigerant
El gas utilitzat pot ser de molts tipus diferents, inclòs el diòxid de carboni o l'heli. Ha d'estar compost d'elements amb baixa secció transversal de captura de neutrons per evitar el coeficient de buit positiu i la radioactivitat induïda. L'ús de gas també elimina la possibilitat d'explosions induïdes per la transició de fase, com ara quan l'aigua d'un reactor refrigerat per aigua (PWR o BWR) s'escalfa en vapor quan es sobreescalfa o es depressuritza. L'ús de gas també permet temperatures de funcionament més altes que les possibles amb altres refrigerants, augmentant l'eficiència tèrmica i permetent altres aplicacions no mecàniques de l'energia, com la producció de combustible d'hidrogen.